# Hetvenöt perc
A Hetvenöt perc a Babos Gyula magyar gitáros vezette Babos Project Romani együttes albuma, amit 2004. február 29-én a Millenáris Parkban megtartott koncerten vettek fel, ahol vendégként közreműködött a világhírű ütőhangszeres Trilok Gurtu.

## Számok
1. Intro
2. Mese
3. Nara-nannáy
4. Csardas Africanus
5. Bossa - Roma
6. Foolhouse
7. Hej Delade
8. Gelem - Gelem

## Közreműködők
- Babos Gyula - gitár
- Jelinek Emil - ének
- Kunovits Katalin - ének
- Nagy Lajos - zongora
- Fekete István - trombita
- Borlai Gergő - dob
- Hárs Viktor - basszusgitár, nagybőgő
- Trilok Gurtu - ütőhangszerek